# Mercedes-Benz O325
Mercedes-Benz O325 (раніше Otomarsan Mercedes-Benz O302T) — популярний в Росіі міський автобус великої місткості, що вироблявся з 1988 по 1996 рік заводом Mercedes-Benz в Туреччині. Одним з основних покупців стала Москва, яка в 1994—1996 роках отримала 421 (за іншими даними — 428) подібну машину.
Також, протягом 1992—1996 років 155 машин було поставлено в Башкортостан, 150 машин — в Татарстан, 40 машин — в Ставрополь, по 10 машин — в Ростов-на-Дону і Красноярськ. Всього в Росію було ввезено 810 автобусів цієї моделі. Ряд автобусів був поставлений в приміській, 2-дверної модифікації.
Цими автобусами Туреччина розплачувалася з Росією за постачання газу, а Уряд Російської Федерації погашав заборгованість федерального бюджету перед «Мосгортрансом», яка існувала з 1992 року.
Останній лінійний Mercedes-Benz O325 в "Мосгортрансі" належав 14-му парку (№ 14230) і був списаний в лютому 2011 року. Решта в експлуатації екземпляри належали техколннам парків, і до 2019 року всі (крім одного) були списані. Ще одна машина була передана в 2013 році в музей.
Також, як мінімум 36 таких автобусів були поставлені в 1994 році в Алмати.

### Рестайлінг 1994
У 1994 році диванні сидіння були витіснені крісельними, поручні були перефарбовані з білого в червоний колір. Із зовнішніх відмінностей, вхідні класичні ширмові двері поступилися місцем планетарним, табло попереду вгорі судилося, передостаннє вікно зліва було розширено. У 1995 році світлотехніка від вантажівки Mercedes-Benz NG була витіснена світлотехнікою від легкового автомобіля Mercedes-Benz W123.